# 麥斯·泰亞尼
麥斯·彼得·泰亞尼（英語：Marc Peter Tierney，1985年8月23日—）是一名英格蘭足球員，司職左閘，同時亦可擔任如中堅等不同位置。於2015年4月因腳踝長期傷患，以29歲之齡宣佈退役。
他的兄長保羅（Paul Tierney）亦是一名職業足球運動員。

## 生平
早年
泰亞尼出身奧咸青訓系統，於2003/04年球季首次為一隊上陣，在2003年8月12日的英格蘭聯賽盃作客對斯肯索普處子登場，首個球季在聯賽及盃賽各上陣兩場。
翌季在為奧咸後補上陣兩場後，泰亞尼於12月被借用到剛季降班到議會全國聯賽由保罗·辛普森（Paul Simpson）執教的卡素爾，為期3個月，期間合共上陣11場。於借用期滿後返回奧咸後，泰亞尼獲得更多上陣的機會。
2007年1月16日泰亞尼免費轉投英乙球會梳士貝利，簽約兩年半，但奧咸保留30%轉售分紅。加盟後泰亞尼成為梳士貝利正選主力，協助球隊取得聯賽第7位及參加升班附加賽資格，於準決賽兩回合累計2-1淘汰米爾頓凱恩斯，晉級決賽於溫布萊球場對布里斯托流浪，不幸以1-3敗陣，而泰亞尼更於完場前領取第二面黃牌，成為溫布萊球場重建後第二名被紅牌驅逐離場的球員，更需於來季首場賽事被罰停賽。
高車士打
2008年11月28日泰亞尼以借用球員身份加盟高車士打五星期。在一月轉會市場重開後，被高車士打斷。 在對舊東家奧咸時，獲得一面紅牌離場。
諾域治
2011年1月14日，泰亞尼加盟英冠球會诺里奇城簽約兩年半，轉會費金額並無透露。
2013年5月20日，诺里奇城宣佈有10名球員於6月30日約滿後不會續約可自由轉會, 泰亞尼為其中之一。
博尔顿
2013年5月30日，英冠球會博尔顿博尔顿宣佈泰亞尼於6月30日約滿諾域治後加盟。

## 榮譽
諾域治
- 英格蘭足球冠軍聯賽亞軍：2010/11年（升班英超）；

## 外部連結
- 足球数据库：麥斯·泰亞尼的球员统计数据
- 諾域治官網簡歷